# Float
Float er en amerikansk computeranimeret kortfilm fra 2019, som er instrueret og skrevet af Bobby Rubio, produceret af Pixar Animation Studios og distribueret af Walt Disney Studios Motion Pictures . Det er den fjerde film i Pixars SparkShorts- program, og handler om en drengs evne til at flyve og det valg, hans far skal træffe. Kortfilmen blev udgivet på Disney+ den 12. november 2019.